# Alejandro Arellano Cedillo
Alejandro Arellano Cedillo (Olías del Rey, 8 giugno 1962) è un arcivescovo cattolico e giurista spagnolo, dal 30 marzo 2021 decano del Tribunale della Rota Romana.

## Biografia
Nato l'8 giugno 1962 a Olías del Rey, nella comunità autonoma di Castiglia-La Mancia e arcidiocesi di Toledo, in Spagna.

### Formazione e ministero sacerdotale
Il 25 ottobre 1987 viene ordinato sacerdote per l'arcidiocesi di Toledo ed entra nella società clericale di vita apostolica di diritto pontificio degli Operai del Regno di Cristo. Frequenta la Pontificia Università Gregoriana dove conseguenze la licenza in diritto canonico e in filosofia. 
Il 25 aprile 2007 papa Benedetto XVI lo nomina prelato uditore del Tribunale della Rota Romana.  
È docente di diritto canonico e di giurisprudenza.
Il 30 marzo 2021 papa Francesco lo nomina decano del Tribunale della Rota Romana, succedendo a monsignor Pio Vito Pinto, ritiratosi al compimento dell'80º genetliaco; il successivo 8 maggio diviene anche presidente della Corte d'appello dello Stato della Città del Vaticano. Dal 16 gennaio 2025 è membro del Dicastero delle Cause dei Santi.

### Ministero episcopale
Lo stesso pontefice il 2 febbraio 2023 lo eleva alla dignità episcopale, conferendogli la sede titolare di Bisuldino e il titolo personale di arcivescovo. Riceve l'ordinazione episcopale il 25 marzo seguente nella cattedrale di Toledo dal cardinale Pietro Parolin, segretario di Stato della Santa Sede, co-consacranti l'arcivescovo metropolita di Toledo Francisco Cerro Chaves e il cardinale Mario Grech, segretario generale del Sinodo dei vescovi.
Il 9 ottobre 2024 lo stesso pontefice lo nomina commissario pontificio plenipotenziario, delegato della Santa Sede, per il santuario mariano di Torreciudad (Spagna).

## Genealogia episcopale
La genealogia episcopale è:
- Cardinale Scipione Rebiba
- Cardinale Giulio Antonio Santori
- Cardinale Girolamo Bernerio, O.P.
- Arcivescovo Galeazzo Sanvitale
- Cardinale Ludovico Ludovisi
- Cardinale Luigi Caetani
- Cardinale Ulderico Carpegna
- Cardinale Paluzzo Paluzzi Altieri degli Albertoni
- Papa Benedetto XIII
- Papa Benedetto XIV
- Papa Clemente XIII
- Cardinale Bernardino Giraud
- Cardinale Alessandro Mattei
- Cardinale Pietro Francesco Galleffi
- Cardinale Giacomo Filippo Fransoni
- Cardinale Antonio Saverio De Luca
- Arcivescovo Gregor Leonhard Andreas von Scherr, O.S.B.
- Arcivescovo Friedrich von Schreiber
- Arcivescovo Franz Joseph von Stein
- Arcivescovo Joseph von Schork
- Vescovo Ferdinand von Schlör
- Arcivescovo Johann Jakob von Hauck
- Vescovo Ludwig Sebastian
- Cardinale Joseph Wendel
- Arcivescovo Josef Schneider
- Vescovo Josef Stangl
- Papa Benedetto XVI
- Cardinale Pietro Parolin
- Arcivescovo Alejandro Arellano Cedillo